# Андреевка (Белгород-Днестровский район)
Андре́евка (укр. Андріївка) — село, относится к Белгород-Днестровскому району Одесской области Украины.
Население по переписи 2001 года составляло 1203 человека. Почтовый индекс — 67742. Телефонный код — 4849. Занимает площадь 1,71 км².

## Местный совет
67742, Одесская обл., Белгород-Днестровский р-н, с. Андреевка, ул. Ленина, 39

## История
Село основано в 1892 г. немецкими переселенцами.
Андреевка — село, центр сельского Совета. Расположена в 28 км от районного центра, в 22 км от железнодорожной станции Кантемир на линии Белгород-Днестровский — Бессарабская. Дворов — 378, населения — 1175 человек. Сельсовету подчинены села Новое и Роскошное.
В Андреевке расположена центральная усадьба совхоза «Андріївський», за которым закреплено 5587 га сельскохозяйственных угодий, в том числе 5289 га пахотной земли. Направление хозяйства — производство мясо-молочной продукции. Совхоз имеет пилораму, цех по изготовлению комбикормов. Закончено строительство молочнотоварного комплекса на 1200 голов скота. По итогам работы за 1973 год хозяйство награждено памятным Красным знаменем Министерства сельского хозяйства СССР и ЦК профсоюза работников сельского хозяйства и заготовок. Совхоз был участником Выставки передового опыта в народном хозяйстве УССР в 1974 году.
За трудовую доблесть орденами и медалями СССР награждены 62 человека, в том числе орденами Ленина и Октябрьской Революции — механизатор Д. Т. Могурян, орденом Ленина — свинарка О. Т. Ляшко, орденом Октябрьской Революции — тракторист В. Ф. Плахотнюк.
В средней школе обучаются 306 учеников, работают 28 учителей. Действуют дом культуры со зрительным залом на 250 мест, библиотека с книжным фондом 13 тыс. экземпляров, фельдшерско-акушерский пункт, детское дошкольное учреждение, пункт бытового обслуживания, столовая, 10 магазинов, отделение связи, сберегательная касса. За 1966—1975 гг. в селе построено 315 жилых домов, три общежития, три двухэтажных восьмиквартирных дома.
Партийная организация села объединяет 60 коммунистов, две комсомольские — 114 членов ВЛКСМ. Партийная ячейка создана в 1940, комсомольская — в 1944 году.
Советская власть установлена в январе 1918 года, восстановлена в июне 1940 года. В том же году организован совхоз «Андріївський». На фронтах Великой Отечественной войны сражались против фашистских захватчиков 27 жителей Андреевки, 18 из них удостоены правительственных наград, 9 человек погибли.
Установлены два памятника В. И. Ленину, а также памятник советским воинам — освободителям села от фашистских оккупантов.

## Галерея
- Лютеранская церковь. Фото 1930 г.
- Современный вид дома пастора (теперь контора опытного хозяйства «Андреевское»)
- Улица Центральная
- Детский сад